# Pom (band)
Pom (vaak gestileerd als POM) is een Nederlands band uit Amsterdam, bestaande uit leadzangeres Liza van As, gitaristen Joy Kunst en Luc Siegers, drummer Justin Dwarswaard en basgitarist Michael Joshua. De band brak in 2019 door met debuutsingle Down the Rabbit Hole en heeft sindsdien de ep Lately en het album We Were Girls Together uitgebracht.

## Geschiedenis
Oorspronkelijk gevormd als schoolproject in Amsterdam, debuteerde de band na enkele optredens in 2019 met de single Down the Rabbit Hole. Deze single werd opgepakt door verschillende alternatieve rockradiozenders en behaalde enkele miljoenen streams op Spotify. De stijl van hun muziek wordt door de band zelf omschreven als "fuzzpop", ofwel een mengelmoes van garagerock, indiepop, britpop en punkrock. De debuutsingle werd opgevolgd met Two, waarna ze geselecteerd werden voor de Popronde van 2020. Dat jaar ging het rondreizend muziekfestival echter niet door, waardoor ze pas het jaar erna daadwerkelijk met de Popronde mee konden doen. Ondertussen brachten ze in 2021 hun debuut-ep Lately uit, waarmee ze naast de Popronde ook in het voorprogramma van Foxlane en op het festival Left of the dial stonden. De ep zelf brachten ze voor het eerst ten gehore bij een optreden in het Groningse poppodium Vera. In 2021 volgden tevens de singles Piglet en Toni.
2022 begon voor POM met een optreden op Noorderslag, waarbij ze door 3voor12 op de tweede plaats van beste acts op het festival van dat jaar werden gezet, na S10. In dat jaar kwamen ze met de singles Earth Sick en Just (Good) Enough en waren ze te horen op onder andere de festivals Bevrijdingspop, Dauwpop, Wildeburg, Valkhof Festival en Waterpop. Aan het eind van het jaar stonden ze in het voorprogramma van Surf Curse en deden ze een kleine clubtour. In 2023 werden enkele singles uitgebracht, opbouwend naar debuutalbum We Were Girls Together. Met dit album deed de band een clubtour waarbij het speelde in onder andere Paradiso, Simplon, Merleyn, EKKO en Rotown. Ook stonden ze op festivals als Hipfest en Into the Woods.
Begin 2024 werden ze door NPO 3FM genoemd als een van de 3FM 10 van 2024, 10 acts waarvan de radiozender geloofde dat zij in dat jaar het verschil zouden maken. Pom stond in de zomer van dat jaar op het festival met dezelfde naam als hun debuutsingle; Down The Rabbit Hole, evenals op Zomerpop. De band kwam ook nog met de singles A Great Escape en A Craving. In oktober stonden ze in het voorprogramma van de Ierse band Gurriers bij hun Nederlandse gedeelte van hun tour.

## Discografie (albums en ep's)
- Lately (2021, ep)
- We Were Girls Together (2023, album)